# ماله امیده
ماله اِمیده (آلمانی: Mala Emde؛ زادهٔ ۲۲ آوریل ۱۹۹۶) بازیگر اهل آلمان است.
از فیلم‌ها یا برنامه‌های تلویزیونی که وی در آن نقش داشته‌است، می‌توان به و فردا تمام جهان و شریته اشاره کرد.